# Tracologia
A tracologia é o estudo científico das antiguidades da Antiga Trácia e da Trácia e é um ramo regional e temático das disciplinas mais amplas da história e da arqueologia antigas. Um praticante da disciplina é um tracologista. A tracologia investiga a extensão da cultura trácia antiga (língua, literatura, história, religião, arte, economia e ética) de 1000 a.C. até o fim do domínio romano nos séculos IV a VII d.C. A tracologia moderna (em oposição a um interesse antiquário na terra da Trácia) começou com o trabalho de Wilhelm Tomaschek no final do século XIX.

## Tracologia na Bulgária
Na segunda parte do século XX, o historiador búlgaro Alexander Fol fundou o Instituto de Tracologia da Academia de Ciências da Bulgária. Com a descoberta de tumbas trácias subsequentemente crescentes, o estudo da antiga civilização trácia foi capaz de prosseguir com maior rigor acadêmico.

## Tracologia na Romênia
Uma vez que os dácios são considerados um ramo dos trácios pela maioria das principais pesquisas e fontes históricas, os historiadores e arqueólogos romenos também estiveram fortemente envolvidos na tracologia pelo menos desde o século XIX. O termo relacionado traco-dacologia também existe, aludindo ao traco-dácio, e um dos primeiros usos é por volta de 1980, no arquivo do governo romeno.
Mas, uma vez que outras teorias sustentam que a relação daco-trácio não é tão forte quanto se pensava originalmente, A dacologia pode evoluir como uma disciplina independente da tracologia. Infelizmente, os termos dacologia/dacologista foram afetados negativamente pela associação com protocronismo e correm o risco de ficarem severamente comprometidos, o que levou alguns pesquisadores romenos de renome a se intitularem tracologistas em vez de dacologistas, mesmo no contexto de sua pesquisa focada mais em dácios do que em trácios, e mesmo sem necessariamente promover uma forte ligação entre os dois povos.
O Instituto Romeno de Tracologia I.G Bibicescu, parte da Academia Romena e com sede em Bucareste, foi fundado em 1976, após o 2.º Congresso Internacional de Tracologia realizado em setembro do mesmo ano em Bucareste. Um de seus primeiros diretores foi o tracologista Dumitru Berciu (1907–1998).